# Amerikaanse Maagdeneilanden op de Olympische Zomerspelen 2016
De Amerikaanse Maagdeneilanden namen deel aan de Olympische Zomerspelen 2016 in Rio de Janeiro, Brazilië. Net als in Londen vier jaar eerder namen namens de eilandengroep zeven sporters deel. Ook nu werden geen medailles gewonnen.

## Deelnemers en resultaten
(m) = mannen, (v) = vrouwen 

### Atletiek
Mannen
Loopnummers
| atleet       | onderdeel    | voorrondes | voorrondes | series | series | halve finale   | halve finale   | finale         | finale         |
| atleet       | onderdeel    | tijd       | rang       | tijd   | rang   | tijd           | rang           | tijd           | rang           |
| ------------ | ------------ | ---------- | ---------- | ------ | ------ | -------------- | -------------- | -------------- | -------------- |
| Eddie Lovett | 110 m horden | n.v.t.     | n.v.t.     | 13,77  | 8      | niet geplaatst | niet geplaatst | niet geplaatst | niet geplaatst |

Technische nummers
| atleet         | onderdeel          | kwalificaties | kwalificaties | finale         | finale         |
| atleet         | onderdeel          | afstand       | rang          | afstand        | rang           |
| -------------- | ------------------ | ------------- | ------------- | -------------- | -------------- |
| Muhammad Halim | hink-stap-springen | NM            | —             | niet geplaatst | niet geplaatst |

Vrouwen
Loopnummers
| atleet                 | onderdeel | voorrondes | voorrondes | series | series | halve finale   | halve finale   | finale         | finale         |
| atleet                 | onderdeel | tijd       | rang       | tijd   | rang   | tijd           | rang           | tijd           | rang           |
| ---------------------- | --------- | ---------- | ---------- | ------ | ------ | -------------- | -------------- | -------------- | -------------- |
| LaVerne Jones-Ferrette | 200 m     | n.v.t.     | n.v.t.     | 23,35  | 6      | niet geplaatst | niet geplaatst | niet geplaatst | niet geplaatst |

### Boksen
Mannen
| atleet          | onderdeel | eerste ronde         | tweede ronde         | kwartfinale          | halve finale         | finale               | rang |
| atleet          | onderdeel | tegenstander uitslag | tegenstander uitslag | tegenstander uitslag | tegenstander uitslag | tegenstander uitslag | rang |
| --------------- | --------- | -------------------- | -------------------- | -------------------- | -------------------- | -------------------- | ---- |
| Clayton Laurent | +91 kg    | E Pfeifer W 2 – 1    | T Yoka V 0 – 3       | niet geplaatst       | niet geplaatst       | niet geplaatst       | 9    |

### Zeilen
Mannen
| atleet      | onderdeel | race | race | race | race | race | race | race | race | race | race | race   | race   | race | netto punten | eindnotering |
| atleet      | onderdeel | 1    | 2    | 3    | 4    | 5    | 6    | 7    | 8    | 9    | 10   | 11     | 12     | M    | netto punten | eindnotering |
| ----------- | --------- | ---- | ---- | ---- | ---- | ---- | ---- | ---- | ---- | ---- | ---- | ------ | ------ | ---- | ------------ | ------------ |
| Cy Thompson | Laser     | 13   | 4    | 11   | 35   | 32   | 33   | 6    | 20   | 17   | 16   | n.v.t. | n.v.t. | —    | 152          | 19           |

### Zwemmen
Mannen
| atleet          | onderdeel     | series  | series | halve finale   | halve finale   | finale         | finale         |
| atleet          | onderdeel     | tijd    | rang   | tijd           | rang           | tijd           | rang           |
| --------------- | ------------- | ------- | ------ | -------------- | -------------- | -------------- | -------------- |
| Rexford Tullius | 200 m rugslag | 1.59,14 | 20     | niet geplaatst | niet geplaatst | niet geplaatst | niet geplaatst |

Vrouwen
| atleet        | onderdeel     | series     | series | halve finale   | halve finale   | finale         | finale         |
| atleet        | onderdeel     | tijd       | rang   | tijd           | rang           | tijd           | rang           |
| ------------- | ------------- | ---------- | ------ | -------------- | -------------- | -------------- | -------------- |
| Caylee Watson | 100 m rugslag | 1.07,19 NR | 30     | niet geplaatst | niet geplaatst | niet geplaatst | niet geplaatst |